# Blood Money - A qualsiasi costo
Blood Money - A qualsiasi costo (Blood Money) è un film del 2017 diretto da Lucky McKee.

## Trama
Victor, Lynn e Jeff sono in escursione nelle montagne quando vengono minacciati da un criminale russo, Miller, intento a recuperare il denaro.